# Tantilla robusta
Tantilla robusta là một loài rắn trong họ Rắn nước. Loài này được Canseco-Márquez, Mendelsohn & Gutiérrez-Mayén mô tả khoa học đầu tiên năm 2002.